# 문화권
문화권(文化圈, 독일어: Kulturkreis)은 공통된 특징을 보이는 어떤 문화가 지리적으로 분포하는 범위이다. 문화권학(學)은 20세기 초 오스트리아 인류학계의 중심 논의과제였다.

## 같이 보기

### 아시아
- 한자 문화권
- 인도 문화권

### 유럽
- 라틴 유럽
- 게르만 유럽
- 슬라브 유럽

### 아메리카
- 앵글로아메리카
- 라틴아메리카